# اف‌پی‌وی اف۶

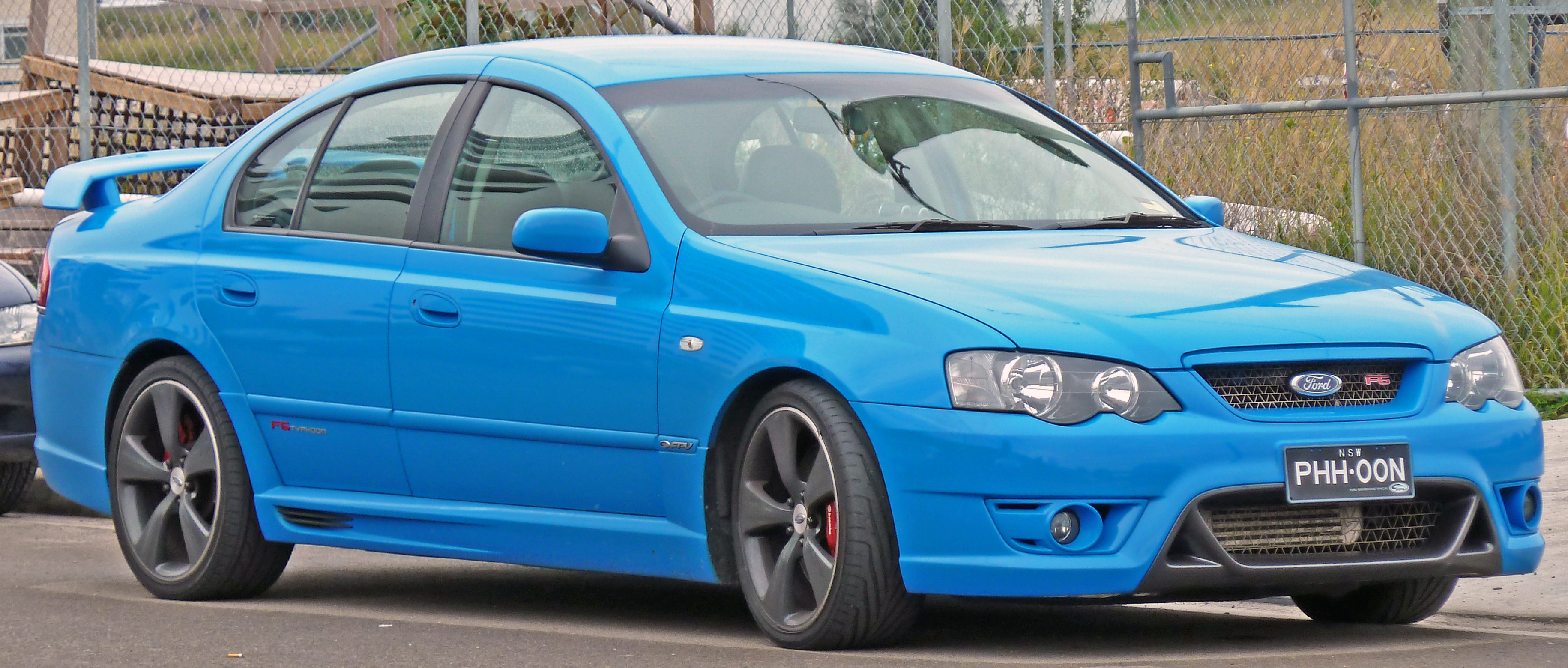

اف‌پی‌وی اف۶ (FPV F۶) خودرویی است که از سال ۲۰۰۴ تا کنون تولید شده‌است.
این خودرو در کلاس خودرو سایز بزرگ قرار گرفته، طول آن در حالت طبیعی ۴٬۹۴۹ میلیمتر (۱۹۴٫۸ اینچ)، عرض آن در حالت طبیعی ۱٬۸۹۰ میلیمتر (۷۴ اینچ) و ارتفاع آن در حالت طبیعی ۱٬۴۲۴ میلیمتر (۵۶٫۱ اینچ) و وزن آن در حالت طبیعی ۱٬۷۱۵ کیلوگرم (۳٬۷۸۱ پوند) است. سیستم جعبه‌دندهٔ آن ۶ دنده به دو صورت خودکار و دستی است.